# 3 Brygada Strzelców (PSZ)
3 Brygada Strzelców (3 BS) – wielka jednostka zmotoryzowanej piechoty Polskich Sił Zbrojnych w latach 1943–1947.

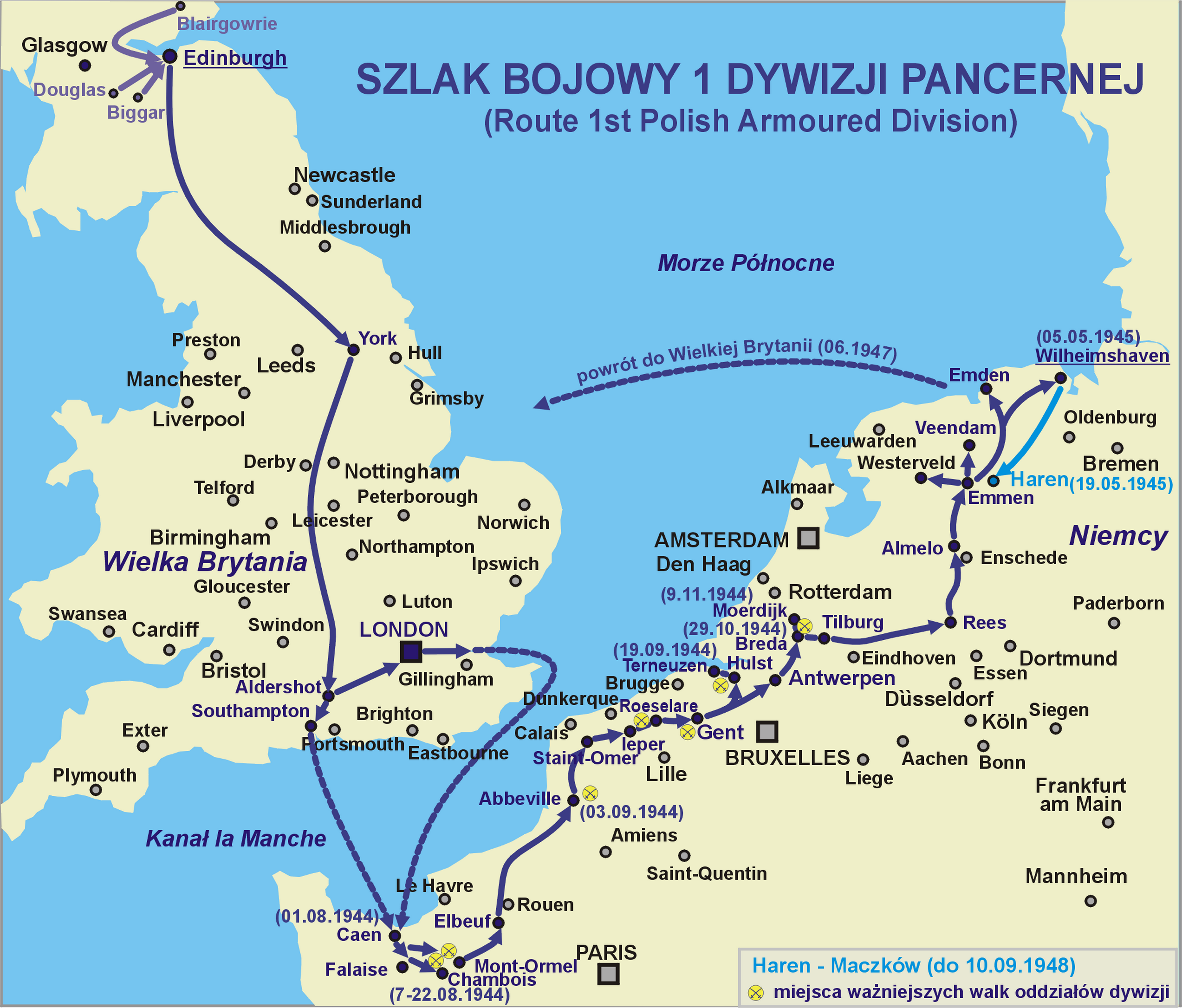
Szlak bojowy brygady w składzie 1 DPanc

Brygada została sformowana z dniem 5 listopada 1943 w okresie przeformowania 1 Dywizji Pancernej na nowy etat wojenny. Historia brygady opisana jest na stronach oddziałów i pododdziałów wchodzących w jej skład.
Tradycje brygady kultywuje 34 Brygada Kawalerii Pancernej.

## Struktura organizacyjna
W ramach reorganizacji utworzono Kwaterę Główną 3 BS, a w skład brygady włączono następujące pododdziały 1 DPanc.:
- Batalion Strzelców Podhalańskich (wyłączony z 16 Brygady Pancernej),
- 1 Batalion Strzelców (wyłączony z Grupy Wojsk Wsparcia i przemianowany na 8 Batalion Strzelców),
- 9 Batalion Strzelców Flandryjskich (sformowany na bazie żołnierzy 2 i 3 batalionów strzelców 1 Dywizji Grenadierów i kilku oficerów 1 batalionu strzelców podhalańskich oraz żołnierzy z 14 pułku kawalerii pancernej, szwadronu sztabowego 1 DPanc. kompanii przeciwpancernej 1 DGren. 3 szwadronu żandarmerii i wpływających uzupełnień z K.U. nr 1.),
- Batalion Broni Wsparcia (sformowany na bazie 1 Pułku Rozpoznawczego, a następnie przeformowany na 1 Samodzielny Szwadron CKM).

Znak na pojazdach Kwatery Głównej: 

## Żołnierze brygady
Dowódcy brygady
- ppłk/płk Marian Wieroński (4 XII 1943 - 24 VIII 1944)[1][2]
- płk dypl. Franciszek Skibiński (26 VIII 1944 - 18 I 1945)[3]
- płk dypl. Władysław Dec (19 I 1945 - 1 IV 1947)[4]
- płk dr Zdzisław Szydłowski (26 IV - 10 VI 1947)[4]

Zastępca dowódcy brygady
- ppłk/płk dypl. Władysław Dec (5 XI 1943 - 18 I 1945)[5]
- ppłk dr Zdzisław Szydłowski (19 I 1945 - 25 VI 1947)[6]

Szef sztabu brygady
- kpt./mjr dypl. Stefan Nowara (5 XI 1943 - 26 VIII 1944[7])
- mjr Hieronim Kurek (26 VIII - 14 IX 1944[8])
- rtm./mjr dypl. Jan Stachowicz (15 IX 1944 - ?[9])
- mjr dypl. Zygmunt Chojnowski (? - 10 VI 1947[4])